# Eleven Wise FC
Der Sekondi Eleven Wise Football Club, kurz Eleven Wise oder XI Wise, ist ein ghanaischer Fußballverein aus Sekondi. Der Verein, der zeitweise als Sekondi Wise Fighters antrat und den Spitznamen „Western Show Boys“ trägt, wurde am 9. April 1919 gegründet und ist damit nach Hearts of Oak der zweitälteste existierende Fußballverein des westafrikanischen Landes.

## Geschichte
Eleven Wise nahm an der Fußballmeisterschaft des Jahres 1956 teil und lag bei deren Abbruch auf dem zweiten Platz, weshalb der Verein zum Vizemeister hinter Hearts of Oak erklärt wurde. Im April 1957 endete ein „special coronation match“ der beiden Clubs mit einem pulsierenden 2:2-Unentschieden, möglicherweise Ausgangspunkt der anhaltenden Freundschaft der Vereine. 1958 zählten die „Western Show Boys“ zu den acht Gründungsmitgliedern der Ghana Football League. Im Januar 1961 sicherte man sich in einem spannenden Zweikampf mit Asante Kotoko dank des überragenden Edward Acquah zum einzigen Mal in der Vereinsgeschichte die nationale Meisterschaft. Nach zwei verlorenen nationalen Pokalendspielen 1976 gegen Asante Kotoko und 1979 gegen Hearts of Oak (1:2) konnte der Verein im Jahr 1982 durch einen 1:0-Finalsieg über den Stadtrivalen Hasaacas den einzigen Pokalsieg der Vereinsgeschichte erringen. In der Liga folgten 1991 und 1996 jeweils Abstiege in die Zweitklassigkeit, in den Jahren 1995 und 2008 allerdings erneute Aufstiege in die Premier League. Seit 2010 spielt der Verein durchgehend wieder in der zweitklassigen Division One League.
Die „Western Show Boys“ nutzen seit 2017 den Gyandu Park als Heimstadion, zuvor hatten sie ihre Heimspiele im Essipong Stadium ausgetragen. Als erster ghanaischer Verein stattete Eleven Wise seine Spieler mit Profiverträgen aus. Zu den bekanntesten ehemaligen Spielern des Vereins zählen Edward Acquah, John Eshun, Kofi Abbrey, Rahim Ayew, Emmanuel Clottey, Kweku Essien und Ebenezer Assifuah. Als Trainer amtierten unter anderem Hans-Dieter Schmidt und Charles Akonnor.